# Tạ Diễm
Tạ Diễm (giản thể: 谢琰; phồn thể: 謝琰; bính âm: Xiè Yǎn, ? - 400), tên tự là Viện Độ, người Dương Hạ, Trần Quận , tướng lĩnh nhà Đông Tấn trong lịch sử Trung Quốc.

## Công thần Phì Thủy
Diễm là con thứ của danh thần Tạ An, sau khi trưởng thành được tiếng là trung trinh tài năng, lại có phong độ và nghi biểu đẹp đẽ. Tuy ông và anh họ là Hộ quân Tạ Đạm gần nhà, nhưng không đi lại, cũng chỉ gặp gỡ vài người tài giỏi trong họ hàng.
Ban đầu Diễm được bái làm Trước tác lang, rồi chuyển làm Bí thư thừa, ít lâu sau được thăng làm Tán kỵ thường thị, Thị trung. Năm Thái Nguyên thứ 8 (383), Tiền Tần đế Phù Kiên cử đại quân nam xâm, Tạ An cho rằng ông có tài quân sự, dùng làm Phụ quốc tướng quân, nắm 8000 quân tinh nhuệ, cùng anh họ Tạ Huyền đại phá quân Tần trong trận Phì Thủy.
Năm thứ 10 (385), vì cha mất nên rời chức. Tháng 10 cùng năm, triều đình xét công phá Tần, được phong Vọng Thái công. Mãn tang, được ban chức Chinh lỗ tướng quân, Hội Kê nội sử. Năm thứ 16 (391), được triệu về làm Thượng thư hữu bộc xạ, lĩnh Thái tử chiêm sự, gia Tán kỵ thường thị, tướng quân như cũ. Gặp lúc mẹ mất, triều đình bàn luận nghi thức tang lễ. Có người bàn rằng xưa kia vợ của Giả Sung được táng theo nghi lễ của chồng, nay cũng làm như vậy. Khi ấy Vương Tuần là Bộc xạ, Tuần trước đó đã cưới con gái của Tạ Vạn, em Tuần là Mân lấy con gái của Tạ An, đều không có kết cục tốt đẹp. Tuần do căm giận mà trì hoãn đưa ra quyết định, Diễm thấy ông ta muốn làm nhục gia tộc, bèn tự làm ra xe Ôn Lương  cho tang lễ, người thời ấy chê trách việc làm này. Ngày Giáp tý tháng 5 năm thứ 21 (396), làm Thượng thư tả bộc xạ. Cuối năm, được thăng làm Hộ quân tướng quân, thêm Hữu tướng quân. Sau đó Hội Kê vương Tư Mã Đạo Tử dùng làm Tư mã, Hữu tướng quân như cũ.

## Tham gia dẹp loạn
Năm Long An thứ 2 (398), Thanh Duyện 2 châu thứ sử Vương Cung liên kết với bọn Kinh Châu thứ sử Ân Trọng Kham, Dự Châu thứ sử Dữu Giai cùng Quảng Châu thứ sử Hoàn Huyền mượn danh nghĩa thảo phạt Vương Du và anh em Tư Mã Thượng Chi mà cất quân. Diễm được ban chức Giả tiết, Đô đốc tiền phong quân sự, ít lâu sau đóng quân ở cửa Tuyên Dương phòng bị. Cung bị dẹp, được thăng làm Vệ tướng quân, Từ Châu thứ sử, giả tiết.
Năm thứ 3 (399), Tôn Ân khởi nghĩa, Diễm được gia Đốc Ngô Hưng, Nghĩa Hưng 2 quận quân sự, đi dẹp Ân. Đến Nghĩa Hưng, chém đầu lĩnh nghĩa quân là Hứa Doãn Chi, đón Thái thú Ngụy Yên về quận. Ông tiến đánh đầu lĩnh Khâu Uông ở Ngô Hưng, phá được. Lại có chiếu lệnh cho Diễm cùng Phụ quốc tướng quân Lưu Lao Chi cùng dẹp Tôn Ân. Ân trốn ra hải đảo, triều đình lo lắng, lấy Diễm làm Hội Kê nội sử, Đô đốc 5 quận quân sự, quan chức như cũ.

## Khinh địch hại thân
Diễm kể đến lý lịch hay thanh danh đều rất có địa vị ở đất Việt, ai cũng cho rằng ông sẽ dẹp được loạn. Khi đến quận, Diễm không an ủi quan dân, cũng không chỉnh đốn quân đội. Bộ tướng đều can rằng: "Giặc mạnh ở biển, dò xét tình hình, nên chấn hưng và biểu dương những phong tục tốt đẹp, mở ra cho bọn chúng một con đường để hối cải." Ông nói: "Phù Kiên có trăm vạn quân, còn bị đẩy vào chỗ chết ở Hoài Nam, huống hồ Tôn Ân đã ôm đầu máu chạy ra biển, nào dám quay lại! Nếu hắn lại đến, chính là trời không tha cho tên quốc tặc, nên muốn hắn nhanh chóng phải đền tội." rồi không làm theo lời họ.
Tháng 5 năm thứ 4 (400), Ân quả nhiên quay về cướp Tiếp Khẩu , vào Dư Diêu, phá Thượng Ngu, đến Hình Phổ cách huyện Sơn Âm 35 dặm về phía bắc. Diễm sai Tham quân Lưu Tuyên Chi đẩy lui nghĩa quân. Không lâu sau Ân lại đến Hình Phổ, đánh bại Thượng Đảng thái thú Trương Kiền Thạc. Nghĩa quân hăng hái tiến lên, lòng người kinh hãi, ai cũng cho rằng nên phòng bị cẩn thận, bày thủy quân ở Nam Hồ, chia quân mai phục để đợi giặc. Diễm không nghe.
Ngày Kỷ mão tháng 5 (ngày 7 tháng 7 Dương lịch), Ân đến Hội Kê. Diễm còn chưa dùng cơm, nói: "Diệt trừ bọn cướp này trước đã, ăn sau vậy!", bèn lên ngựa xông ra. Quảng vũ tướng quân Hoàn Bảo làm tiên phong, hăng hái tiến lên, giết địch rất nhiều. Nhưng Diễm lại đi vào đường đê chật hẹp, toàn quân bị dồn lại như xâu cá. Nghĩa quân ngồi trong thuyền hạm vãi tên ra, cắt đứt đài quân làm hai. Diễm đên đình Thiên Thu thì vỡ trận, đô đốc dưới quyền là Trương Mãnh nhằm vào ngựa của Diễm mà chém, ông ngã lăn ra đất, cùng hai con trai là Triệu, Tuấn bị hại. Hoàn Bảo cũng tử trận.
Diễm được tặng Thị trung, Tư không, thụy là Trung Túc. Sau này Lưu Dụ thắng trận Tả Lý, bắt được Trương Mãnh, giao cho con nhỏ của Diễm là Hỗn. Ông ta mổ lấy gan của Mãnh mà ăn sống.

## Các con trai
Diễm có ba con trai: Triệu, Tuấn, Hỗn.
- Tạ Triệu từng làm Phiếu kỵ tham quân, sau khi bị giết được tặng Tán kỵ thường thị.
- Tạ Tuấn nhờ công của cha được phong Kiến Xương hầu, sau khi bị giết được tặng Tán kỵ thị lang.
- Tạ Hỗn làm đến Thượng thư tả bộc xạ, Lưu Dụ kết tội là đồng đảng với Lưu Nghị, nên bị giết.